# Carpophage de Pinon
Ducula pinon
Espèce
Statut de conservation UICN

 LC  : Préoccupation mineure
Le Carpophage de Pinon (Ducula pinon) ou carpophage pinon, est une espèce d'oiseaux de la famille des colombidés, endémique de l'archipel de Nouvelle-Guinée.
Son nom est dédié à Rose de Freycinet, née Pinon (1794-1832).

## Description
Cet oiseau mesure de 44 à 48 cm de longueur pour une masse de 780 à 800 g. Il ne présente pas de dimorphisme sexuel.
Le plumage présente une dominante grise à gris mauve, plus foncé sur les ailes et la queue, plus claire sur le front. Le bas de la poitrine et l'abdomen sont châtain marron foncé. Une petite tache blanche souligne le pourtour de la base du bec.

## Habitat
Il habite les forêts humides tropicales et subtropicales de plaine, leurs lisières et les milieux arbustifs.

## Répartition et sous-espèces
Selon la classification de référence du Congrès ornithologique international (15.1, 2025) il se répartit en trois sous-espèces (ordre phylogénique) :
- D. p. pinon (Gaimard, 1823) — îles Aru, Raja Ampat, péninsule de Doberai et sud de la Nouvelle-Guinée ;
- D. p. jobiensis (Schlegel, 1871) — Yapen, Manam, Bagabag et nord de la Nouvelle-Guinée ;
- D. p. salvadorii (Tristram, 1882) — Louisiades et îles d'Entrecasteaux.